# Linau
Linau là một đô thị thuộc huyện Lauenburg, trong bang Schleswig-Holstein, nước Đức. Đô thị Linau có diện tích 9,66 km², dân số thời điểm 31 tháng 12 năm 2006 là 1172 người.